# Netelia
Netelia – rodzaj błonkoskrzydłych z rodziny gąsienicznikowatych i podrodziny Tryphoninae.
W Polsce występuje 17 gatunków.

## Morfologia
Ubarwione najczęściej jasnopomarańczowo-brązowo. Nadustek bez zębów, wybrzuszony na całej powierzchni, oddzielony od twarzy rowkiem lub poprzecznym wgłębieniem. Aparat gębowy o żuwaczkach silnie zakrzywionych z dolnym zębem słabo lub wcale niewidocznym w widoku z przodu. Mesopleuron z żeberkiem epicnemialnym. Na skrzydłach przednich obecna druga żyłka medialno-kubitalna. Areola przednich skrzydeł nieregularnie rombowata, pięciokątna lub trójkątna. Na skrzydłach tylnych styk żyłki kubitalno-analnej z kubitalną Cu1 znajduje się znacznie bliżej żyłki medialnej niż analnej. Pozatułów bez żeberek podłużnych. Na pierwszym tergicie metasomy obecne głębokie glymmae. Przetchlinka na pierwszym tergicie położona najwyżej nieco za środkiem jego długości. Pokładełko samic sztywne, nie dłuższe niż połowa długości metasomy, pozbawione ząbków czy wcięć, niewystające z odwłoka. Narządy kopulacyjne samców duże i wyciągnięte. Ich paramery szersze niż długie.

## Systematyka
Rodzaj obejmuje dziesiątki bardzo zbliżonych do siebie morfologicznie gatunków, zgrupowanych w 11 podrodzajach:
- Netelia (Amebachia) Uchida, 1928
- Netelia (Apatagium) Townes, 1938
- Netelia (Bessobates) Townes, Townes et Gupta 1961
- Netelia (Longiterebates) Kaur et Jonathan, 1979
- Netelia s. str.
- Netelia (Monomacrodon) Townes, 1938
- Netelia (Parabates) Townes, 1938
- Netelia (Paropheltes) Townes, 1938
- Netelia (Prosthodocis) Townes, 1938
- Netelia (Protonetelia) Konishi, 1986
- Netelia (Toxochilus) Townes, 1938
- Netelia (Toxochiloides) Tolkanitz, 1974